# 江苏省消防救援总队
江苏省消防救援总队，加挂江苏省消防救援局牌子，是中华人民共和国江苏省的消防救援机构，由中华人民共和国应急管理部与江苏省人民政府双重领导，承担江苏省的火灾扑救、抢险救援、消防监督等职责。

## 历史沿革
江苏省消防救援总队前身是江苏省公安消防总队（中国人民武装警察部队江苏省消防总队）。
2018年3月，《深化党和国家机构改革方案》公布，公安消防部队全部退出现役，成建制划归应急管理部，承担灭火救援和其他应急救援工作，现役编制全部转为行政编制。10月9日，公安消防部队移交应急管理部交接仪式举行。2018年12月29日，江苏省消防救援总队举行授旗授衔和换装仪式。2019年12月31日，江苏消防救援总队正式挂牌，其下辖各消防救援支队亦于同日举行挂牌仪式。
2024年6月，各消防救援总队、支队、大队加挂驻地省、市、县三级消防救援局牌子，江苏省消防救援总队加挂江苏省消防救援局牌子。

## 职责
根据《消防救援队伍总队及以下单位机构编制方案》，江苏省消防救援总队承担下列职责：
1. 承担城乡综合性消防救援工作，负责指挥调度相关灾害事故救援行动，承担重要会议、大型活动消防安全保卫工作。
2. 承担火灾预防、消防监督执法以及火灾事故调查处理相关工作，依法行使消防安全综合监管职能，推动落实消防安全责任制。
3. 参与拟订消防专项规划，参与起草地方性消防法规、规章草案并监督实施。
4. 负责消防救援队伍综合性消防救援预案编制、战术研究和执勤备战、训练演练等工作。
5. 负责消防救援信息化和应急通信建设，承担综合性消防救援行动应急通信保障工作。
6. 负责消防安全宣传教育，组织指导社会消防力量建设。
7. 负责消防应急救援专业队伍规划、建设与调度指挥，参与组织协调动员各类社会救援力量参加救援任务。
8. 负责消防救援队伍建设与管理。
9. 完成应急管理部和所在省（区、市）党委政府交办的相关任务。

## 组织机构
根据《消防救援队伍总队及以下单位机构编制方案》，江苏省消防救援总队属于一类总队。

### 机关内设机构和直属单位
江苏省消防救援总队机关设有灭火救援指挥部、政治部以及16个业务处室。。
- 灭火救援指挥部
  - 指挥中心
  - 作战训练处
  - 特种灾害救援处
  - 信息通信处
- 政治部
  - 组织教育处
  - 人事处
  - 队务处
- 办公室
- 纪检督察室
- 审计室
- 防火监督处
- 法规与社会消防工作处
- 火调技术处
- 新闻宣传处
- 后勤装备处
- 财务处

此外，总队机关还辖有应急车辆勤务大队、消防职业健康中心等2个直属单位。

### 消防救援支队
江苏省消防救援总队辖有14个消防救援支队，包括13个地级市消防救援支队和1个训练与战勤保障支队；各消防救援支队共辖156个消防救援大队。
- 南京市消防救援支队
- 镇江市消防救援支队
- 常州市消防救援支队
- 无锡市消防救援支队
- 苏州市消防救援支队
- 南通市消防救援支队
- 扬州市消防救援支队
- 泰州市消防救援支队
- 徐州市消防救援支队
- 淮安市消防救援支队
- 盐城市消防救援支队
- 连云港市消防救援支队
- 宿迁市消防救援支队
- 江苏省消防救援总队训练与战勤保障支队

## 救援力量

### 消防救援站
截至2022年，江苏省消防救援总队共有消防救援站218个，其中包括28个特勤站。

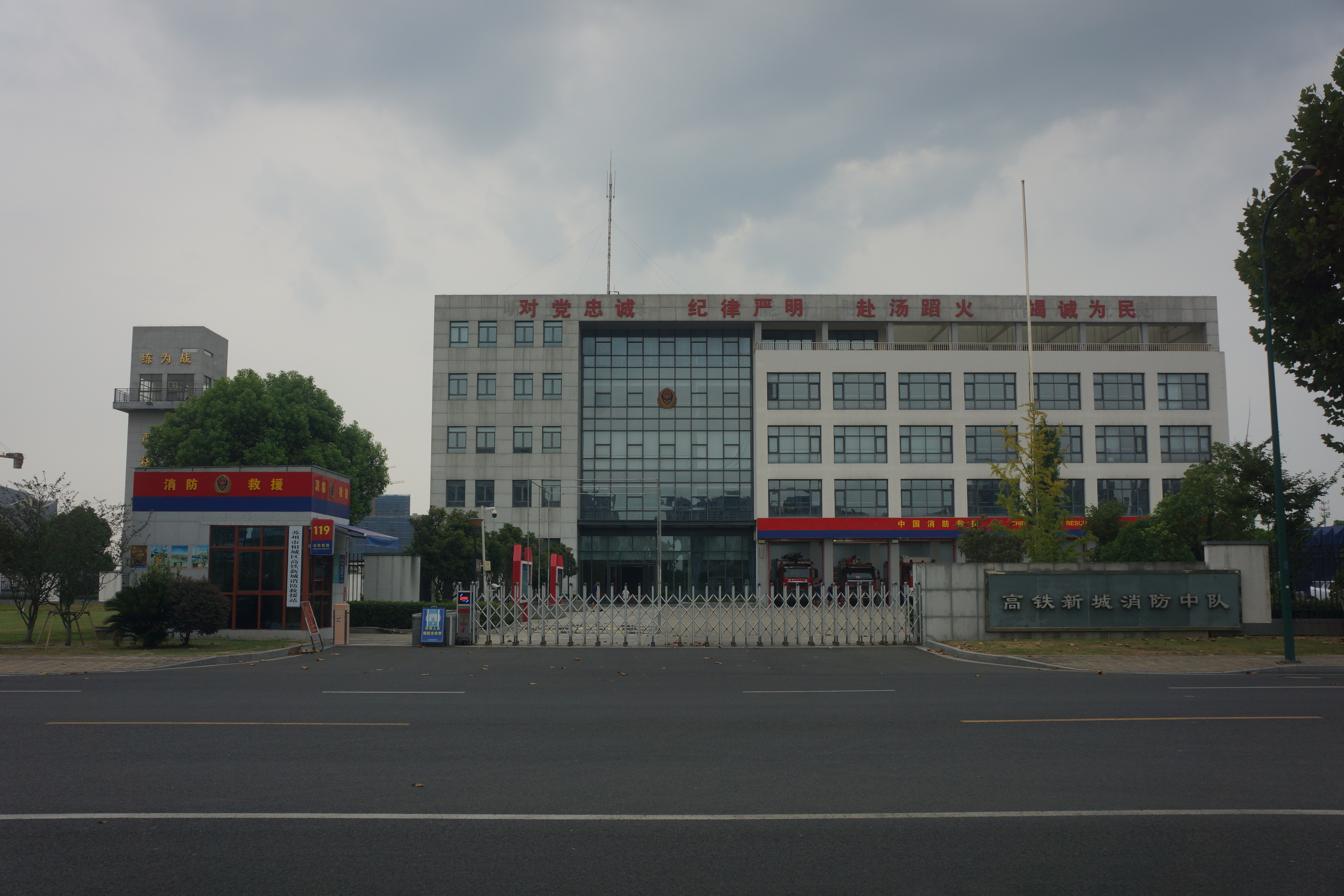
苏州市相城区高铁新城消防救援站
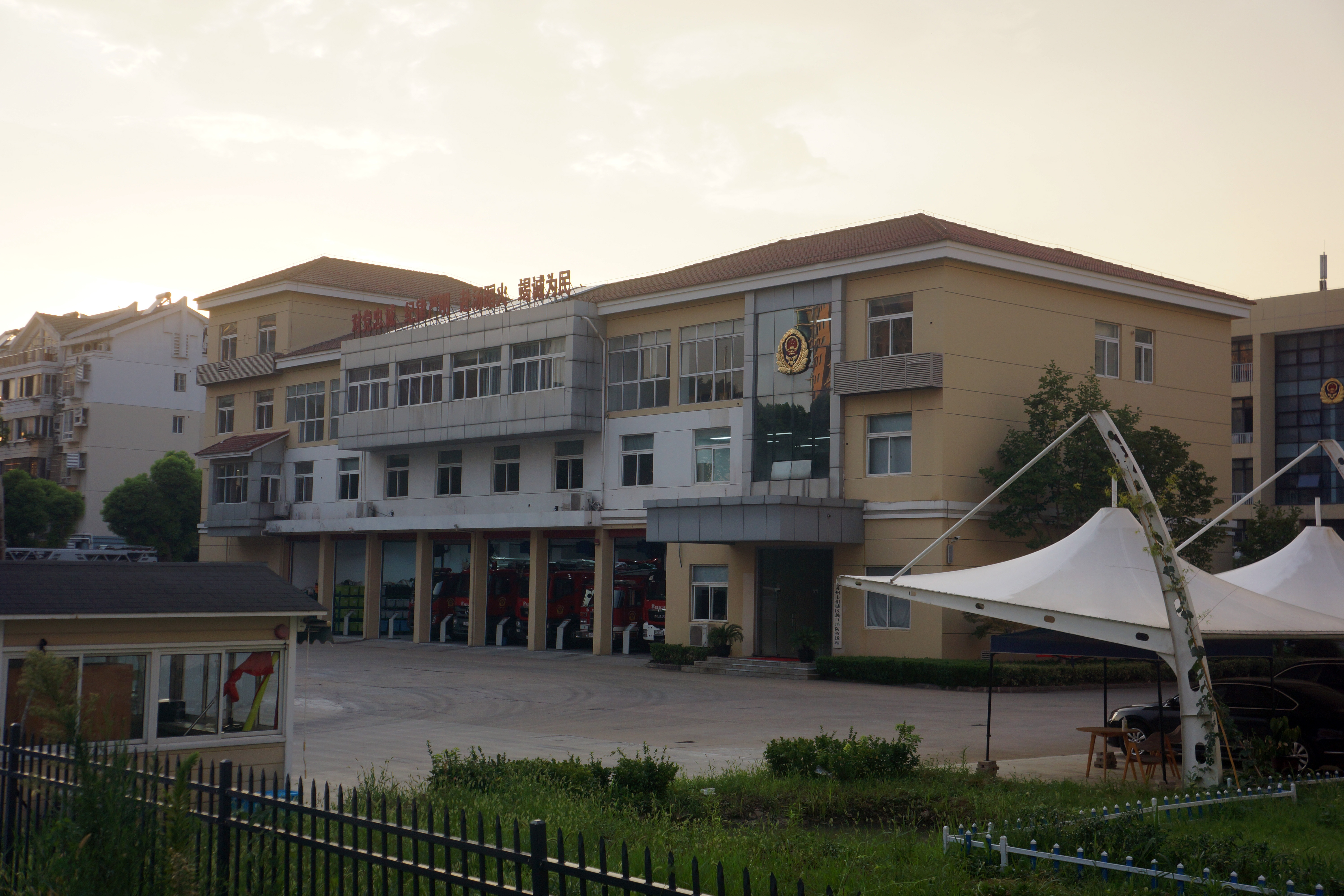
苏州市相城区蠡口消防救援站

### 消防车辆
截至2021年，江苏省消防救援总队共有各类车辆3932辆。

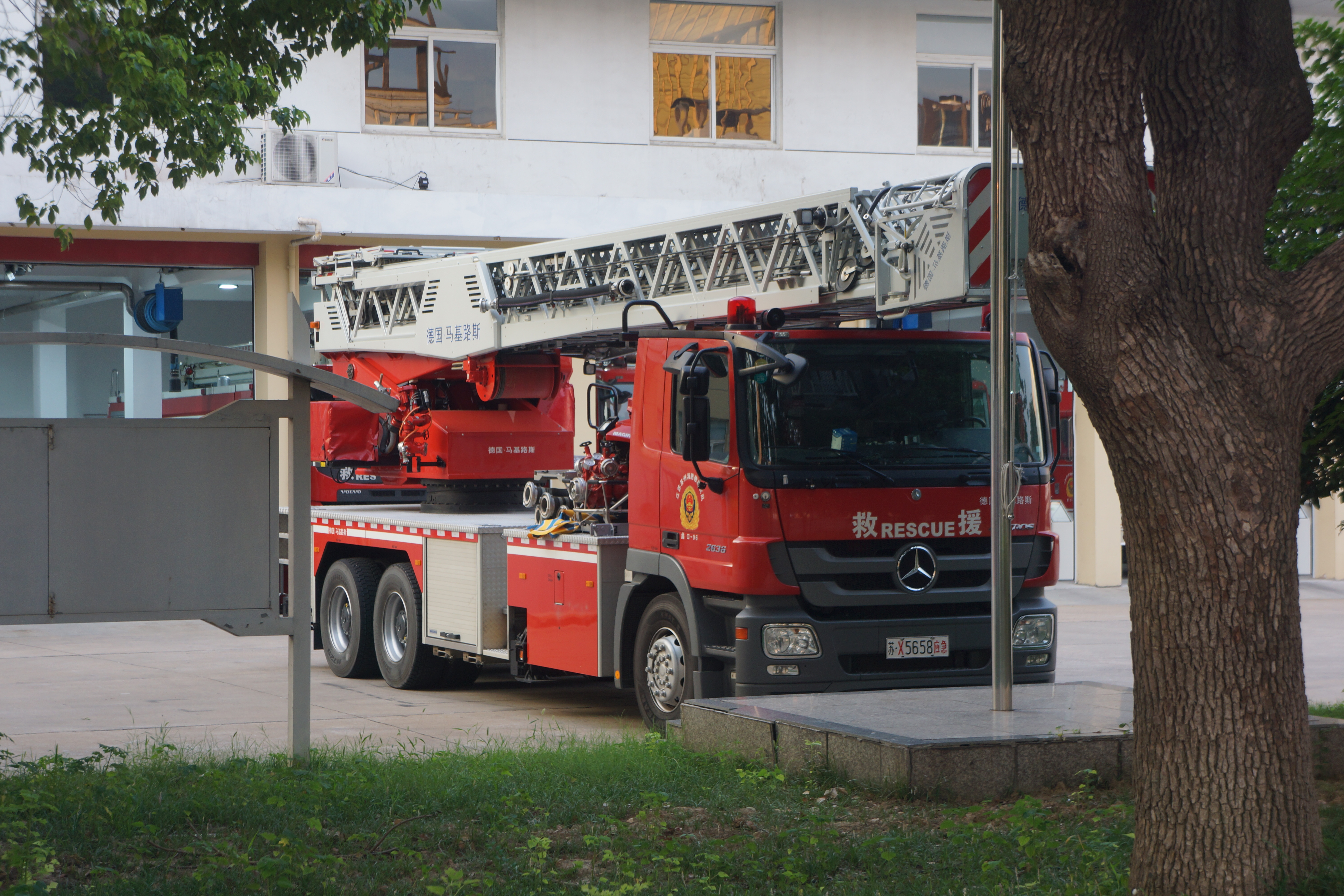
苏州市相城区蠡口消防救援站所属的马基路斯云梯消防车（奔驰Actros底盘）

### 消防人员
根据《消防救援队伍总队及以下单位机构编制方案》，江苏省消防救援总队为一类总队，编制总额8020名，其中干部2716名、消防员5304名。此外，江苏省还有476支政府专职消防队，政府专职消防员11260人，消防文员3664人。

## 行动
2016至2020年间，江苏省消防救援总队接处警出动57.3万次，出动消防救援人员518万人次、消防救援车辆98万车次，营救疏散转移人员6.1万人。

## 历任领导

### 江苏省公安消防总队
| 总队长 - 马德文 武警少将（2010年－2015年） - 周详 武警大校（2015年－2018年12月） | 政治委员 - 詹寿旺 武警大校（2015年3月－2015年11月） |

### 江苏省消防救援总队
| 总队长 - 周详 高级指挥长（2018年12月－2021年11月） - 邓立刚 高级指挥长（2021年11月－） | 政治委员 - 梁新国 高级指挥长（2018年12月－2020年3月） - 刘锡鑫 高级指挥长（2020年3月－） |